# التحالف الديمقراطي (جنوب إفريقيا)
التحالف الديمقراطي (دا) هو حزب سياسي جنوبي أفريقي وهو الحزب المعارض الرسمي للمؤتمر الوطني الأفريقي الحاكم. الزعيم الحالي للحزب هو موموسي مايماني الذي خلف رئيس بلدية كيب تاون ورئيس الوزراء كيب الغربية هيلين زيلي في 10 أيار / مايو 2015. يعد الحزب من أحزاب الوسط مع إنه دعم سياسات لكل من الوسط اليساري والوسط اليميني. وهو عضو الليبرالية الدولية وشبكة أفريقيا الليبرالية. تعود جذوره إلى تأسيس الحزب التقدمي المناهض للفصل العنصري في عام 1959 بالتزامن مع العديد من عمليات الدمج وتغيير الأسماء بين ذلك الوقت وحتى الوقت الحاضر. اعتماد اسمه الحالي في 24 حزيران / يونيه 2000.
 يحكم التحالف الديمقراطي محافظة كيب الغربية، إحدى محافظات جنوب أفريقيا التسع محافظات، منذ انتخابات عام 2009 العامة، بعد أن حصل على أكبر أغلبية في معظم الانتخابات الأخيرة في عام 2014. هو الحزب الوحيد الذي زاد من حصته منذ الانتخابات الوطنية التي عقدت في 1994. الحزب هو الأكثر تعددية عنصرية في جنوب أفريقيا  حيث 80٪ من داعميه هم في الغالب من الأفارقة ومن الناطقين باللغة الإنجليزية كماآن 65٪ من ناخبيه تزيد أعمارهم عن 35.
يحكم الحزب العديد من كبرى البلديات  في جنوب أفريقيا سواء من خلال حصوله على الأغلبية أو بتحالفات مع أحزاب المعارضة.

## وصلات خارجية
- الموقع الرسمي